# Tvis Station
Tvis Station er en nedlagt dansk jernbanestation i Tvis i Nordvestjylland.
Tvis Station havde et hovedspor, et vigespor og et ladespor. Ladesporet var det yderste spor, der løb næsten i fuld længde mellem bommene ved Hovedgaden, hen forbi Sajyka og til bommene ved Prins Burisvej. Tvis Station er en teknisk station, der er uden offentlig adgang og ikke har haft  passagerbetjening siden 1979. 
56°19′18.82″N 8°42′30.36″Ø / 56.3218944°N 8.7084333°Ø